# Аркудохор
Аркудохор (грч. Αρκοχώρι, до 1934. грч. Αρκουδοχώρι) је насељено место у општини Негуш у периферији Средишња Македонија, Грчка. Према попису из 2021. године било је 202 становника.
Према бугарском географу и историчару, Василу Канчову, у Аркудохору је 1900. године живело 240 Словена хришћана. Македонски историчар Тодор Симовски, наводи да је Аркудохор хеленизовано словенско насеље.